# 115254 Fényi
115254 Fényi è un asteroide della fascia principale. Scoperto nel 2003, presenta un'orbita caratterizzata da un semiasse maggiore pari a 2,7379473 UA e da un'eccentricità di 0,0754932, inclinata di 15,04724° rispetto all'eclittica.
L'asteroide è intitolato a Gyula Fényi, gesuita e astronomo ungherese.